# Minimonstar
Minimonstar is een historisch merk van motorfietsen.
Dit was een Japans scooter-achtig motorfietsje, ontwikkeld door ex-Honda-ontwerper Kazuo Sasaki. 
De Minimonstar was met verschillende stroomlijnen leverbaar, zelfs geheel overkapt. Alle uitvoeringen waren voorzien van een flinke bergruimte en waren in feite als bezorgmotor bedoeld. De motor was een 50 cc Honda-tweetakt.